# Geórgios Kondílis
Geórgios Kondílis (em grego: Γεώργιος Κονδύλης; 1878 - 1936) foi um político da Grécia. Ocupou o cargo de primeiro-ministro da Grécia.

## Carreira militar
Kondylis nasceu em Proussós. Ele se alistou no exército como voluntário em 1896 e lutou com o corpo expedicionário grego em Creta. Mais tarde, ele foi comissionado e participou da Luta da Macedônia (1904-1908) liderando seu próprio grupo de guerrilheiros e foi promovido a capitão durante as Guerras dos Balcãs (1912-1913). Apoiou o Movimento de Defesa Nacional de Eleftherios Venizelos durante a Primeira Guerra Mundial, ascendendo ao posto de tenente-coronel. Venizelista firme, ele se opôs à restauração do rei Constantino I em 1920, fugindo para Constantinopla juntamente com outros oficiais venizelistas e organizando lá a "Defesa Democrática" (Δημοκρατική Άμυνα). Ele voltou após a Revolução de 1922 como major-general, suprimiu a revolta monarquista de 1923, aposentou-se do exército e envolveu-se na política.

## Carreira política
Ele foi eleito para o Parlamento nas eleições de 1923 para o eleitorado de Rodope, inicialmente para a União Democrática, e mais tarde fundou o Partido Republicano Nacional (Εθνικό Δημοκρατικό Κόμμα), renomeado em 1928 como Partido Nacional Radical (Εθνικό Ριζοσπαστικό Κόμα). Foi ministro da Guerra de março a junho de 1924. Em 24 de agosto de 1926, derrubou a ditadura de Theodoros Pangalos em um golpe sem derramamento de sangue e formou um governo, proclamando eleições para novembro. Notavelmente, seu partido não participou deles. Nas eleições de agosto de 1928, os eleitores elegeram nove dos candidatos do seu partido como deputados, e ele foi eleito em Kavala.

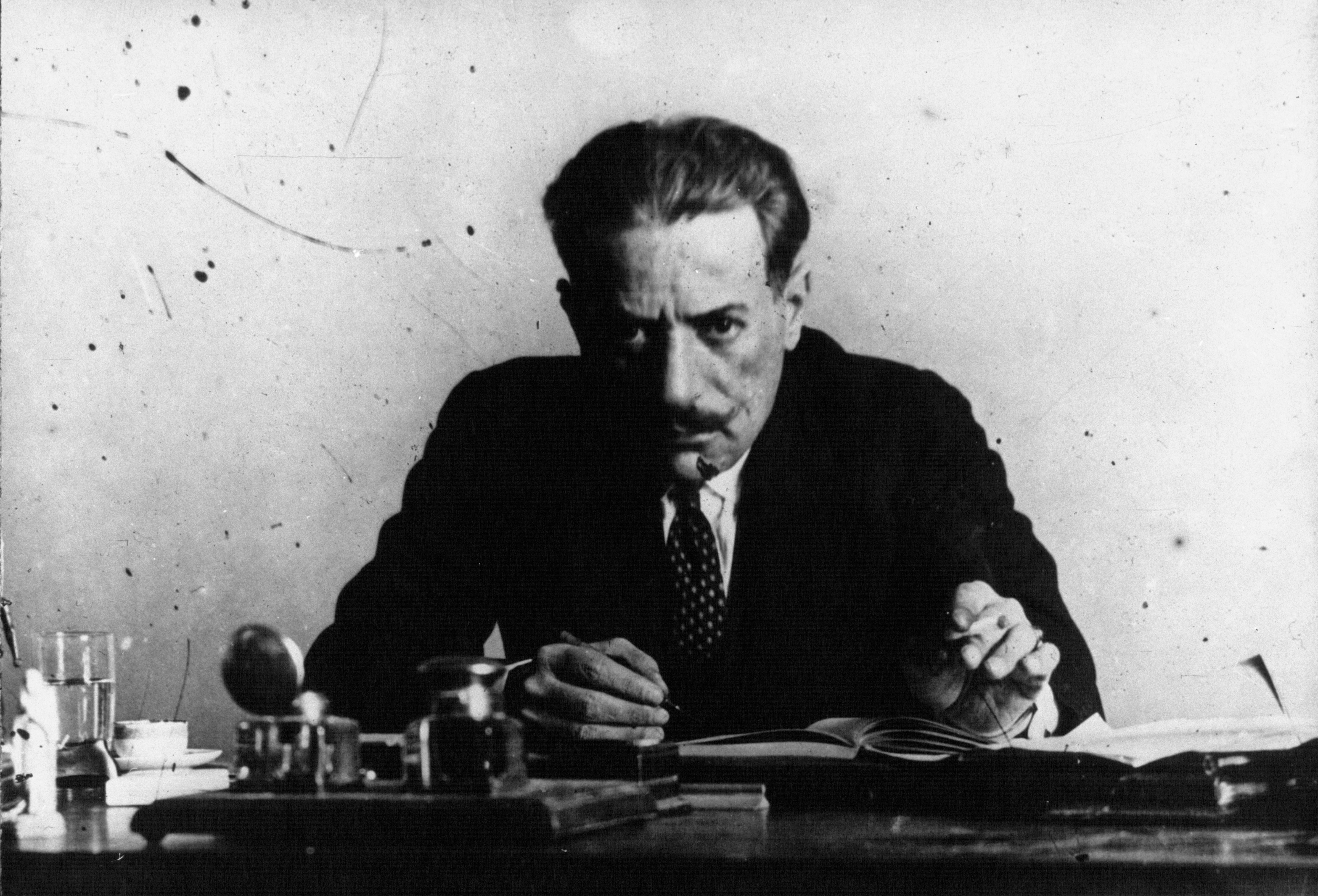
Kondylis em 1932

Durante esse tempo, Kondylis começou a se mover para a direita. Em 1932, ele se tornou ministro da Guerra novamente em troca de seu apoio ao governo populista, cargo que manteve depois que os populistas foram reeleitos em 1933. Deste cargo, ele foi fundamental para esmagar a revolta venizelista de março de 1935. No período imediatamente posterior à revolta, Kondylis se tornou a verdadeira potência do país. Ele demitiu vários soldados e funcionários públicos pró-republicanos e condenou Venizelos à morte à revelia.
Até agora, Kondylis era um dos maiores defensores da restauração da monarquia. No entanto, ele se opôs ao apelo do primeiro-ministro Panagis Tsaldaris para um referendo. Em 10 de outubro de 1935, Kondylis e vários outros oficiais visitaram Tsaldaris e forçaram-no a renunciar. Kondylis forçou o presidente Alexandros Zaimis a nomeá-lo como novo primeiro-ministro. Mais tarde naquele dia, Kondylis forçou Zaimis a renunciar, declarou-se regente, aboliu a República e encenou um plebiscito em 3 de novembro para o retorno da monarquia.
A contagem oficial mostrou que 98 por cento dos eleitores apoiaram o retorno de George II - um total implausivelmente alto que só poderia ter sido obtido por meio de fraude maciça. Na verdade, a votação ocorreu em condições menos que secretas. Os eleitores tiveram a opção de colocar um pedaço de papel azul nas urnas se apoiassem a monarquia e um vermelho se apoiassem a república. Os que apoiavam a república corriam o risco de apanhar. Nessas circunstâncias, foi preciso um bravo grego para votar "não". Por esta altura, Kondylis tinha se virado tanto para a direita que agora simpatizava abertamente com o fascismo. Ele esperava repetir o exemplo de Benito Mussolini na Itália, em que Victor Emmanuel III fora reduzido a uma marionete.
 

George retornou à Grécia em 25 de novembro e manteve Kondylis como primeiro-ministro. Kondylis logo discutiu com o rei, que não se contentava em ser um mero fantoche, e renunciou cinco dias depois. Nas eleições de janeiro de 1936, ele cooperou com Ioannis Rallis e conseguiu que quinze deputados fossem eleitos. Logo depois, porém, ele morreu de ataque cardíaco em 1º de fevereiro de 1936, em Atenas. Seu sobrinho, George Kondylis Jr., tornou-se general do exército grego e mais tarde lutou contra o Eixo durante a invasão alemã da Grécia. Ele foi premiado com a Ordem da Águia Branca da Sérvia.